# 亚硝基三羰合钴
亚硝基三羰合钴是一种配位化合物，化学式为CoNO(CO)3。

## 制备
亚硝基三羰合钴可由八羰基二钴和一氧化碳在40℃反应得到。